# Саламандровая лепидогалаксия
Салама́ндровая лепидогала́ксия (лат. Lepidogalaxias salamandroides) — вид пресноводных лучепёрых рыб, единственный представитель рода Lepidogalaxias, семейства лепидогалаксиевых (Lepidogalaxiidae) и отряда лепидогалаксиеобразных (Lepidogalaxiiformes). Эндемик юго-западной Австралии.

## Таксономия
Вид впервые описан датским ихтиологом, орнитологом и музейным куратором Герлфом Мисом (1926—2013) в 1961 году. Голотип представляет собой самку длиной 49 мм, отловленную в крошечном ручье на юго-западе Австралии (34°48′ ю. ш. 116°26′ в. д.). Автор отнёс данный вид к семейству галаксиевых. Впоследствии систематика вида неоднократно изменялась. Было выделено отдельное монотипическое семейство Lepidogalaxiidae. Джозеф Нельсон относил саламандровую лепидогалаксию к подсемейству лепидогалаксиин в семействе галаксиевых. Согласно последней ревизии предлагается выделить семейство лепидогалаксиевых в отдельный отряд лепидогалаксиобразных, а семейство галаксиевых перенести из отряда корюшкообразных в отдельный отряд галаксиеобразных.

## Описание
Максимальная длина тела самцов 7,4 см, а самок — 6,7 см. Обычно самки значительно крупнее самцов. Тело удлинённое, цилиндрической формы, покрыто мелкой, очень тонкой чешуёй. Спинной плавник с 5—7 мягкими лучами расположен над анальным плавником позади брюшных плавников. В анальном плавнике 11—12 мягких лучей. У самцов лучи анального плавника модифицированы. Над основанием анального плавника имеется чешуйчатый футляр. Жировой плавник отсутствует. Хвостовой плавник закруглённый, ланцетовидной формы. Жаберных тычинок 4—7. Позвонков 44—47.
Окраска верхней части тела зеленовато-коричневая. Бока более светлые с многочисленными тёмными пятнами и серебристыми пятнышками. У самцов тёмные пятна сливаются в сплошную полосу, заходящую на глаза. Брюхо серебристо-белое. Перепонки плавников прозрачные.
Саламандровые лепидогалаксии не могут поворачивать глаза, так как отсутствуют глазные мышцы. Однако они способны изгибать шею вверх, вниз и в стороны.

## Ареал и экология
Пресноводный вид юго-западной Австралии. Переживает засухи, зарываясь во влажный песок. Оплодотворение внутреннее (самка откладывает оплодотворенные яйца).